# Diane Parish
Jemima Diane Parish es una actriz africana-británica, más conocida por haber interpretado a Eva Sharpe en The Bill y a Denise Fox en la serie EastEnders.

## Biografía
Es hija de Lynne, una maestra; y tiene dos hermanos mayores.
Se graduó de la prestigiosa escuela londinense Royal Academy of Dramatic Art "RADA".
Desde 2001 sale con Sebastian, con quien tiene dos hijas: Kenia (septiembre de 2005) y Kaya (2 de diciembre de 2007). La pareja se comprometió en noviembre de 2007 en el 38.º cumpleaños de Diane. 
Es muy buena amiga de las actrices Lindsey Coulson, Rita Simons y Maggie O'Neill.

## Carrera
En 2001 se unió al elenco de la serie Babyfather, donde interpretó a Lesley Bailey hasta 2002. En 2002 se unió al elenco de la serie policíaca The Bill, donde interpretó a la detective de policía Eva Sharpe hasta 2004. Interpretó de nuevo a Eva Sharpte en la serie M.I.T.: Murder Investigation Team en 2005. Ese mismo año apareció como invitada en la serie médica Holby City, donde dio vida a Lucy Faulds. El 11 de mayo de 2006, se unió al elenco principal de la popular serie británica EastEnders, donde interpreta a Denise Celeste Fox, hasta ahora. Anteriormente, había aparecido por primera vez en la serie en 1998, cuando interpretó a Lola Christie en veinticuatro episodios.

## Filmografía

### Series de televisión
| Año             | Título                            | Personaje        | Notas                            |
| --------------- | --------------------------------- | ---------------- | -------------------------------- |
| 2006 - presente | EastEnders                        | Denise Fox       | 1,032 episodios                  |
| 2005            | Waking the Dead                   | Sheryl Palliser  | 2 episodios                      |
| 2005            | M.I.T.: Murder Investigation Team | Eva Sharpe       | 4 episodios                      |
| 2005            | Holby City                        | Lucy Faulds      | episodio "Live and Let Die"      |
| 2002 - 2004     | The Bill                          | Eva Sharpe       | 91 episodios                     |
| 2001 - 2002     | Babyfather                        | Lesley Bailey    | 12 episodios                     |
| 2001            | Comedy Lab                        | Jacks            | episodio "Turn the World Down"   |
| 2000 - 2002     | Clocking Off                      | Sylvia Robinson  | 6 episodios                      |
| 2000            | The Vice                          | Shirley Robinson | 4 episodios                      |
| 1999            | Real Women II                     | Rachel           | -                                |
| 1998            | Picking up the Pieces             | Lisa Gee         | 8 episodios                      |
| 1998            | Real Women                        | Rachel           | -                                |
| 1997            | Holding On                        | Janet            | 7 episodios                      |
| 1997            | Casualty                          | Donna            | episodio "Déjà Vu"               |
| 1993 - 1994     | Lovejoy                           | Beth Taylor      | 19 episodios                     |
| 1993            | Screen One                        | Mesera           | episodio "Wide-Eyed and Legless" |
| 1993            | Frank Stubbs Promotes             | Recepcionista    | episodio "Starlet"               |

### Películas
| Año  | Título             | Personaje  | Notas                                                                           |
| ---- | ------------------ | ---------- | ------------------------------------------------------------------------------- |
| 1998 | Driving Miss Crazy | Miss Daisy | corto                                                                           |
| 1996 | Indian Summer      | Millie     | junto a Jason Flemyng, Antony Sher, Dorothy Tutin, Anthony Higgins & Bill Nighy |
| 1996 | The Final Passage  | Milkie     | junto a Michael Cherrie, Natasha Estelle Williams & Treva Etienne               |
| 1993 | Shakers            | -          | junto a Maria Friedman & Louise Lombard                                         |

### Teatro
| Año  | Obra                                   | Personaje | Director (a) | Teatro              | Notas |
| ---- | -------------------------------------- | --------- | ------------ | ------------------- | ----- |
| 2005 | Incomplete and Random Acts of Kindness | -         | -            | Royal Court Theatre | -     |
| 2005 | The Vagina Monologues                  | -         | -            | -                   | -     |
| 2001 | Brixton Stories                        | Nehushta  | -            | -                   | -     |
| 2000 | Breath, Boom                           | -         | -            | Royal Court Theatre | -     |
| 1997 | Speed the Plow                         | Karen     | -            | Contact Theatre     | -     |
| 1997 | An Enchanted Land                      | -         | -            | -                   | -     |
| 1994 | King Lear                              | Cordelia  | -            | -                   | -     |

## Premios y nominaciones
| Año  | Categoría                            | Premio                    | Serie      | Resultado |
| ---- | ------------------------------------ | ------------------------- | ---------- | --------- |
| 2017 | Best Actress                         | British Soap Award        | EastEnders | Nominada  |
| 2017 | Best Female Dramatic Performance     | British Soap Award        | EastEnders | Nominada  |
| 2011 | Serial Drama Performer               | National Television Award | EastEnders | Nominada  |
| 2010 | Outstanding Serial Drama Performance | National Television Award | EastEnders | Nominada  |
| 2007 | I'm a Survivor                       | All About Soap Award      | EastEnders | Nominada  |
| 2002 | Best Actress                         | RTS Television Award      | Babyfather | Ganadora  |
| 2002 | Most Popular Newcomer                | National Television Award | The Bill   | Nominada  |